# Carl Sandburg
Carl August Sandburg (Galesburg, 6 gennaio 1878 – Flat Rock, 22 luglio 1967) è stato un poeta statunitense.
Fu insignito di due Premi Pulitzer: uno per la poesia nel 1951 ed uno per la storia nel 1959.

## Biografia
Figlio di poveri ed incolti emigranti svedesi, già a tredici anni incominciò a lavorare. Prese parte alla guerra ispano-americana e solo in seguito riuscì a frequentare per qualche tempo studi regolari. All'inizio della sua carriera letteraria fu attivo come giornalista.
Nel 1904 pubblicò un primo libro di versi, che passò inosservato. Quando, tuttavia, nel 1914 la rivista Poetry uscì con alcune sue poesie, fra le quali Chicago che gli valse subito un premio, Sandburg divenne una delle voci più importanti del cosiddetto gruppo di Chicago, promotore di un rinnovamento della poesia nel senso di una diretta ricerca delle manifestazioni più autentiche della nuova realtà americana e di un linguaggio affrancato dagli schemi stilistici tradizionali, spoglio e quotidiano.
Di quella nuova realtà Sandburg è il cantore: delle sue diverse raccolte protagonisti sono sempre il mondo minuto della campagna, la vita pulsante delle città, delle fabbriche, in una visione panoramica della collettività di diretta derivazione whitmaniana, che ha fatto di Sandburg, dopo Walt Whitman, il poeta nazionale americano.
In prosa, Sandburg ha pubblicato alcuni volumi di narrativa e una monumentale biografia di Abraham Lincoln in sei volumi, dal 1926 al 1939.
Il 14 settembre 1964 il Presidente Lyndon B. Johnson lo ha onorato con la Medaglia presidenziale della libertà

## Raccolte
- Chicago Poems; Poesie di Chicago, del 1916
- Slabs of the Sunburnt West, Harcourt, Brace and Company - New York, del 1922
- Smoke and Steel; Fumo e acciaio, del 1920
- Good Morning, America; Buongiorno, America, del 1928
- Honey and Salt; Miele e sale, del 1963, pubblicata in occasione del suo 85º compleanno

## Lista di poesie (parziali)
- Fog
- Chicago
- Arithmetic
- At A Window
- Autumn Movement
- A Father To His Son
- Grass
- Lines Written for Gene Kelly To Dance To